# Fater
Fater S.p.A. è una società per azioni italiana fondata nel 1958 da Francesco Angelini e dal 1992 joint venture paritetica tra Gruppo Angelini e Procter & Gamble. Produce e distribuisce prodotti assorbenti per la persona e prodotti per la cura della casa in 38 Paesi. 

## Caratteristiche
I principali marchi commercializzati da Fater sono Pampers, Lines, Lines Intervallo, Tampax, Lines Specialist, ACE, Hero Solo. L’azienda, con sede legale e amministrativa a Pescara, conta 1.600 dipendenti, un fatturato di € 874 milioni di euro nell’anno fiscale 2020-2021 ed opera attraverso 4 stabilimenti:
- Pescara (prodotti assorbenti per la persona)
- Campochiaro (CB) (prodotti per la pulizia della casa)
- Porto (Portogallo)
- Gebze (Turchia) (prodotti per la pulizia della casa e dei tessuti).

## Storia
Le origini dell'azienda risalgono al 1867 quando i fratelli Beniamino, Vito e Federico Bucco fondarono l'azienda chimico-farmaceutica "F.lli Bucco", a Pescara. L'azienda viene rilevata da Francesco Angelini nel 1958 che la ribattezza Fater, acronimo di "Farmaceutici Aterni" ad indicare il core business dell'impresa e la sua localizzazione nella città di Pescara, mediante il richiamo al nome del fiume Aterno. 

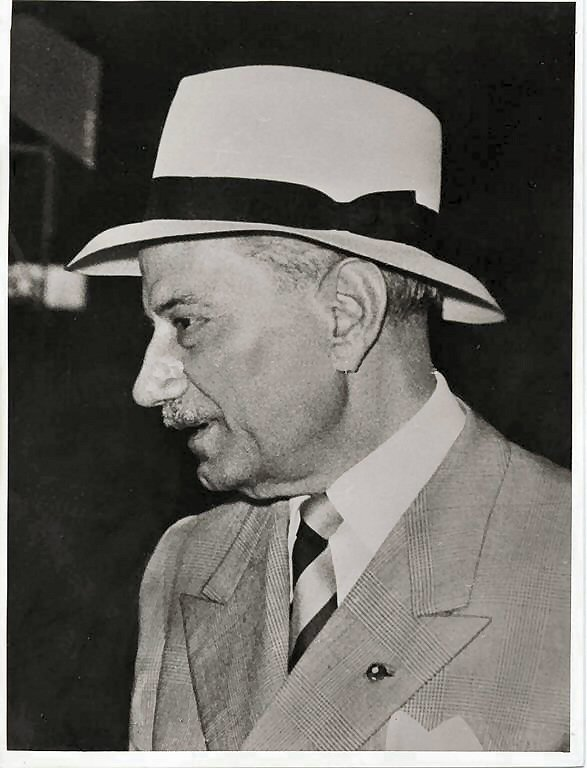
Francesco Angelini

Angelini adotta il managerialismo affidando il governo dell'impresa a dirigenti esterni. All'inizio degli anni '60 la crescita demografica e il consistente sviluppo economico italiano favoriscono la crescita dell'azienda nel settore dei beni di consumo. Con l'ingresso di Iginio Angelini ai vertici del gruppo, viene introdotta una nuova strategia di comunicazione pubblicitaria. Nel 1963 Fater comincia la produzione di pannolini lanciando il marchio Lines e, nel 1965, la linea di prodotti Lines Lady. 
Nel 2006-2008 viene realizzato il nuovo edificio della sede Fater di Pescara, opera dell'architetto Massimiliano Fuksas. Nel 2016 l’azienda acquisisce un opificio industriale presso la città di Spoltore (PE) e lo adibisce a nuovo centro direzionale e di ricerca della società, accogliendo circa 400 persone oggi dislocate presso la sede di Pescara e le persone operanti presso il dipartimento di ricerca e sviluppo di Pomezia.

### La joint venture con Procter & Gamble
Nel 1992 Procter & Gamble, il colosso statunitense dell'igiene personale e della farmaceutica, nell'impossibilità di "scalzare dagli scaffali" i prodotti a marchio Lines, acquisisce il 50% delle quote di Fater dando vita a una joint venture paritetica con il gruppo Angelini. Grazie a questa operazione l'offerta commerciale di Fater si apre ai prodotti per bambini con marchio Pampers. La commercializzazione combinata dei prodotti a marchio Lines e Pampers garantisce a Fater una consistente quota di mercato che attira l'interesse della Commissione europea, in veste di autorità Antitrust, la quale ingiungerà a Fater di cedere uno dei due marchi. L'azienda vende Lines Pannolini per bambini.

### Cronologia
- 1958 - 1960: produce farmaci da banco.
- 1960: il primo successo giunge con il collirio Stilla, un’originale formulazione che ha sostenuto il posizionamento cosmetico del prodotto.
- 1963: sviluppa e commercializza per prima in Italia il mercato dei pannolini per bambini.
- 1965: sviluppa e commercializza per prima il mercato degli assorbenti femminili.
- 1975: crea la società FAMECCANICA per lo sviluppo e la realizzazione di linee produttrici di prodotti igienici.
- 1980: crea la società FARICERCA per la ricerca e lo sviluppo di nuovi prodotti igienici.
- 1992: prima in Italia a sviluppare assorbenti ultrasottili.
- 1992: nasce la joint venture con P&G (confluiscono in Fater i brand afferenti ai mercati dei prodotti assorbenti: da Angelini Industries, i Lines pannolini, Lines assorbenti e Linidor prodotti per incontinenza; da P&G, i Pampers pannolini).
- 1994: l’Autorità antitrust dispone la cessione di parte del business pannolini. Fater spa cede a terzi Lines pannolini.
- 1996-2000 riassetto produttivo-logistico che concentra le produzioni a Pescara.
- 2002: Tampax (brand di P&G) entra a far parte dei prodotti commercializzati da Fater per l’Italia.
- 2008: Fater inizia a sviluppare una tecnologia innovativa capace di riciclare i prodotti assorbenti usati.
- 2013-2015: Fater acquisisce da P&G il marchio ACE, prima per western Europe e l’anno successivo per CEEMEA (Central Eastern Europe Middle East and Africa), fino ad aggiungere anche il marchio Comet (per Eastern Europe). Questo porta all’acquisizione degli stabilimenti di Campochiaro (CB) e Porto (Portogallo).
- 2017: si costruisce un nuovo stabilimento in Turchia a Gebze, per i prodotti per la detergenza casa/tessuti.
- 2018: realizzazione di un nuovo polo logistico automatizzato per una distribuzione più efficace presso lo stabilimento di Campochiaro (CB). Al 2021, tale stabilimento risulta aver quadruplicato i volumi prodotti e triplicato i dipendenti (da 83 a 231).
- 2020: Fater distribuisce i prodotti Hero (categoria baby food).

## Logo
I colori sono rappresentativi di ciascun brand, nell’ordine: Tampax, ACE, Pampers, Lines, Hero Solo.

## Marchi
- Pampers
- Lines
- Lines Intervallo
- Lines Specialist
- Tampax
- ACE
- Hero Solo